# SFRS16
SFRS16‏ (CLK4 associating serine/arginine rich protein) هوَ بروتين يُشَفر بواسطة جين SFRS16 في الإنسان.